# Efrajim Taburi
Efrajim Taburi (hebrejsky: אפרים תבורי, rodným jménem Efrajim Popik, žil 5. září 1900 – 7. dubna 1957) byl sionistický aktivista, izraelský politik a poslanec Knesetu za stranu Mapaj.

## Biografie
Narodil se ve městě Tulčin v tehdejší Ruské říši (dnes Ukrajina). Získal židovské i civilní vzdělání. V roce 1924 přesídlil do dnešního Izraele.

## Politická dráha
V mládí se zapojil do činnosti sionistických socialistických organizací. Byl zatčen sovětskými úřady. Po přesídlení do dnešního Izraele pracoval pro městskou samosprávu v Tel Avivu. Roku 1927 byl tajemníkem strany Achdut ha-avoda v Tel Avivu a roku 1929 se stal členem telavivské zaměstnanecké rady.
V izraelském parlamentu zasedl poprvé již po volbách v roce 1949, kdy kandidoval za Mapaj. Byl členem výboru pro ústavu, právo a spravedlnost a výboru pro veřejné služby. Opětovně byl zvolen ve volbách v roce 1951, kdy kandidoval znovu za Mapaj. Byl členem parlamentního výboru práce a výboru pro ústavu, právo a spravedlnost.